# Lucius Arruntius
Lucius Arruntius (ca. 27 v.Chr. - 37 n.Chr.) (PIR2 A 1130[dode link]) was samen met Marcus Aemilius Lepidus consul ordinarius in 6 n.Chr. en een prominent lid van de Senaat. Zijn vader, die had kunnen genieten van de amnestie van Misenum (39 v.Chr.), was aanvoerder van een deel van Octavianus' vloot in de zeeslag bij Actium en ontving het consulaat in 22 v.Chr.
Hij wordt door Tacitus genoemd als een van de door Augustus in zijn laatste gesprekken aangeduide capaces imperii (cf. mogelijke opvolgers). Deze zei dat Lucius Arruntius niet onwaardig was en, indien de kans zich voordeed, het erop zou wagen. Tacitus vermeldt echter dat zijn naam soms ook wordt vervangen door die van Gnaius Calpurnicus Piso. Zijn geërfde rijkdom, zijn gevatheid, zijn onberispelijke manieren en publieke faam, maakte hem tot capax imperii. Daarnaast beledigde hij Tiberius door een opmerking over diens aarzeling om Augustus' positie als princeps over te nemen.
Toen de Tiber een groot deel van de stad had doen overstromen in 15 n.Chr., werden hij en Ateius Capito, een groot juridisch brein, aangeduid als leden van een comité om maatregelen te nemen tegen dit. Ze werden echter tegengehouden door de municipia. Daarop stelde Tiberius de curatores riparum aan, die bestonden uit vijf senators wiens voorzitter Arruntius waarschijnlijk was. Deze aanstelling werd mogelijk door Tiberius gebruikt om Arruntius aan zijn kant te krijgen. Maar dit schijnt echter niet te hebben gewerkt.
Hij wenste Gnaius Calpurnius Piso niet te verdedigen tijdens diens proces in 19 n.Chr., omdat hij reeds al verdacht was als lid van de “oppositie”. In 20 n.Chr. verdedigde hij echter wel samen met Mamercus Aemilius Scaurus hun jonge verwant Lucius Sulla tegen de beschuldigingen van Gnaius Domitius Corbulo.
Toen Lucius Sulla als gouverneur van Hispania Citerior in 25 n.Chr. werd gedood door een inlander, werd Arruntius door Tiberius aangesteld als gouverneur, maar tegengehouden in Rome. Hij moest zijn provincia besturen door middel van zijn legati, zoals Lucius Aelius Lamia dat had gedaan. Hij heeft het echter niet tien jaar lang bestuurd door middel van legati, zoals door sommige antieke auteurs wordt beweerd. Hij werd waarschijnlijk zoals Tacitus suggereert uit vrees in Rome gehouden omdat hij openlijk lid was van de “oppositie” en Hispania Citerior een van de meest opstandige provinciae was in de eerste eeuw n.Chr.
In 31 n.Chr. werd hij eenmaal voor verscheidene aanklachten voor de rechtbank gedaagd of verscheidene keren voor één aanklacht (maiestas) door Aruseius en Sanquinius (of Sangurius), handlangers van Seianus. Arruntius werd vrijgesproken door Tiberius, en zijn aanklagers werden gestraft als handlangers van de ten val gekomen Seianus. Dit was waarschijnlijk een prelude voor Seianus' val tussen 1 juli en 1 oktober.
Toen Cotta Messalinus klaagde over de potentia van Lucius Arruntius en Marcus Aemilius Lepidus, met wie hij onenigheid had over een aantal financiële kwesties, en hen van maiestas beschuldigde, in de overtuiging dat Tiberius hem zou beschermen, leek Tiberius hierdoor beschaamd te zijn, maar desalniettemin schreef hij een brief naar de senaat om Cotta te laten gaan.
In 37 n.Chr. werd een bericht van de praefectus praetorio Quintus Naevius Sutorius Macro door de Senaat ontvangen, in dewelke Albucilla werd beschuldigd van impietas in principem. Arruntius werd genoemd als een van haar medeplichtigen. Het werd aangenomen dat de beschuldiging van Arruntius een verzinsel was van Macro, die bekendstond als een vijand van Arruntius, en dat Tiberius zich hier niet van bewust was.
De zaak werd uitgesteld, daar Tiberius erg ziek was, en waarschijnlijk niet zou herstellen. Arruntius was het leven echter moe en voorzag de regering van Caligula, die Tiberius zou opvolgen en onder de invloed van Macro stond. Hij pleegde daarom zelfmoord door zijn aderen te openen.